# Жирнов, Дмитрий Степанович
Дмитрий Степанович Жирнов (1860 — после 1930) — пермский купец 2-й гильдии, меценат, изобретатель.

## Биография
Родился в Рыбной слободе Анатышской волости Лаишевского уезда Казанской губернии. Происходил из крестьянской семьи и получил домашнее образование. С 12 лет работал в лесном деле, занимался сплавом леса в грузовых плотах по реке Чусовой и его продажей. 
В дальнейшем вел совместный бизнес в Перми со старшим братом Павлом Степановичем Жирновым, непосредственно занимался ведением дел пароходной компании. Главная контора пароходства находилась на первом этаже принадлежавшего семье особняка по адресу ул. Пермская, 57. 
Братья содействовали материальному благополучию нескольких пермских училищ, а также Белогорского монастыря. Вначале на пожертвованном ими земельном участке был построен Серафимовский скит монастыря. В 1904 году они передали монастырю более 154 десятин земли .
В 1913 году Дмитрий Степанович взял на воспитание своих племянников, детей лесопромышленника Григория Васильевича Бердинского. Жена Жирнова Александра Ивановна была родной сестрой жены Бердинского, который умер в 1911 году. Спустя два года умерла и его жена.  
После 1917 года собственность Жирновых, включая дома, были национализированы. Летом 1918 года Дмитрий Степанович с женой вернулись на его родину, в Рыбную Слободу Казанской губернии. Там он занялся ремеслом - плёл туфли, чинил обувь и рыбачил. 
Двое из приемных детей Жирнова служили в Красной Армии. Один из них, Григорий Григорьевич Бердинский, после демобилизации по инвалидности поступил на работу на завод «Старый Бурлак» в Перми и в 1920 году пригласил к себе на жительство Жирнова с женой.
С 1923 года Жирнов работал техническим инструктором в отделении конторы «ВОЛГО-КАСПИЙ-ЛЕС», куда его пригласили как специалиста по лесосплавному делу. Здесь он изготовил две модели плотов (трехрядного и грузового восьмирядного) для показа на сельскохозяйственной выставке в Москве в 1923 году. Для сопровождения изготовленных им экспонатов Д.С. Жирнов был командирован для участия в выставке в качестве консультанта. В 1924 году Жирнов был уволен из конторы по сокращению штата.
В 1927-1928 годах Д.С. Жирнов сотрудничал с Пермским государственным областным музеем, для которого изготавливал модели по сплавному делу, ремонтировал старые поврежденные модели судов.
В эти же годы бывший предприниматель предложил для использования новой власти два своих изобретения, связанных с улучшением технической стороны ведения лесного дела: «аппарат по связыванию мелкого подтоварного леса» и «особые цепи по укреплению лесной гавани и причалов».  Оба изобретения получили применение. «Бесконечные коленчатые цепи» согласно моделям и чертежам Д.С. Жирнова были изготовлены на Чусовском заводе и успешно испытаны осенью 1928 года. Применение «бесконечных коленчатых цепей» позволило заводу отказаться от закупки большого количества пеньковых канатов, снастей и обычных цепей. Модели, чертежи и описание к «бесконечным коленчатым цепям» с положительным отзывом Чусовского завода, а также плотовые железные лежни были направлены на утверждение в Свердловск в Областное Бюро Изобретений.
Между тем Д.С. Жирнов был лишен Пермской городской избирательной комиссией при Горсовете по пункту «б» ст. 69 Конституции РСФСР и ст. ст. 14 и 15 инструкции ВЦИК от 1925 года избирательных прав как бывший предприниматель-лесопромышленник. На все ходатайства, поданные им на восстановление в избирательных правах, он получил отказы. Последним документом с подписью Жирнова в фондах Государственного архива Пермского края является его заявление на восстановление в избирательных правах, направленное в Центральный Исполнительный Комитет РСФСР и датированное 4 марта 1930 г..

## Семья
Жена — Александра Ивановна. 
Брат — Павел Степанович, род. в 1854 году.
Брат — Михаил Степанович, род. в 1880 году.

## Адреса в Перми
- Ул. Пермская, 57 - проживал до Революции 1917 года[5].
- Ул. Пермская, 80 - куплен у купца Вялых после 1882 года.
- Квартира в доме по ул. Ленина, 45.